# Aloe sigmoidea
Aloe sigmoidea é uma espécie de liliopsida do gênero Aloe, pertencente à família Asphodelaceae.